# Хутор-Берёзовка
Ху́тор-Берёзовка (прост. Голопу́зовка) — село Тульского сельского поселения Тербунского района Липецкой области.

## История
Основана переселенцами соседнего села Бурдино
в середине XVIII века. Вышла на это место в основном беднота, которая стремилась приблизиться к своим земельным участкам. Из-за крайней бедности селение называлось хутор Голопузовка. Есть легенда, что названо оно так барином, который привез землемера составлять карту. Тогда деревня была безымянной. Барина землемер спросил о названии. Барин увидал голопузых мальчишек, мчащихся за пролеткой, и сказал: «Пиши, милай — деревня Голопузовка».
В 1879 году в селе была построена церковь и открылся церковный приход. Священники сочли неудобным называть приход Голопузовским и назвали село Хутор-Берёзовка. Здесь слово хутор утратило значение статуса в связи с тем, что населённый пункт стал селом. Вторая часть названия — по росшим в этих местах берёзам.
Хутор-Берёзовка делится на четыре части — Баринов Бок, Чибисовка, Угол и Нахаловка.
В советское время здесь появились первые в районе дома под железными крышами.

## Население
| 2009 | 2010 |
| ---- | ---- |
| 414  | ↘396 |